# Up Went Nelson
 (août 2014).
Si vous disposez d'ouvrages ou d'articles de référence ou si vous connaissez des sites web de qualité traitant du thème abordé ici, merci de compléter l'article en donnant les références utiles à sa vérifiabilité et en les liant à la section « Notes et références ».

Up Went Nelson est une chanson du groupe The Go Lucky Four composé de quatre enseignants de Belfast Gerry Burns, Finbar Carolan, John Sullivan et Eamonn McGirr ). Cette chanson a été le numéro un dans les charts en Irlande en 1966 pour huit semaines consécutives.
Cette chanson a été chantée devant le corps de John Brown[réf. nécessaire] et à la destruction de la Colonne Nelson[réf. nécessaire] à Dublin.